# Vilas (Fruíme)
Vilas es una aldea  española situada en la parroquia de Fruíme en el municipio de Lousame (provincia de La Coruña, Galicia).
En el año 2021 tenía una población de 21 habitantes (13 hombres y 8 mujeres). Está situada en el sureste del municipio a 332 metros sobre el nivel del mar y a 10,2 km de la cabecera municipal. Las localidades más cercanas son Silvarredonda, Froxán y Fruíme.